# Pseudocidaris
Genre
Pseudocidaris est un genre éteint d'oursins au sein de la sous-classe des oursins modernes (Euechinoidea), de la famille des Hemicidaridae, et de la sous-famille des Pseudocidarinae dont il est le type. Cet oursin est facilement reconnaissable à ses radioles en forme de massue, même s'il n'est pas le seul à arborer cette caractéristique.

## Description
Ce sont des oursins réguliers : le test (coquille) est plus ou moins sphérique, protégé par des radioles (piquants), l'ensemble suivant une symétrie pentaradiaire (centrale d'ordre 5) reliant la bouche (péristome) située au centre de la face orale (inférieure) à l'anus (périprocte) situé à l'apex aboral (pôle supérieur).
Les oursins de ce genre ont un test globuleux à hémisphérique, aplatis sur la face orale et bombés sur la face aborale.
Zones porifères flexueuses, unisériées, unigéminées dans le haut, plurigéminées et entassées en dessous vers le péristome. 
Celui-ci grand, décagonal, entaillé, à lèvres ambulacraires plus grandes. Ambulacres étroits portant à la base deux rangées de quelques tubercules crénelés, perforés, qui au pourtour sont brusquement remplacés par des granules réguliers, rapprochés, un par paire de pores, avec ou sans granules dans la zone miliaire.
Tubercules interambulacraires bien plus gros, en deux rangées de 3 à 5, crénelés et perforés, scrobiculés avec granules.
Radioles glandiformes, marqués de plis, de stries ou de granules longitudinaux, à collerette peu distincte.

## Données paléontologiques

### Stratigraphie
On trouve des oursins de ce genre dans les strates du Jurassique inférieur (Pliensbachien) au Crétacé inférieur (Aptien).

### Répartition
Ces oursins peuvent être rencontrés en Europe, Afrique du Nord, et dans la Péninsule Arabique.

## Systématique
Le genre Pseudocidaris été décrit par le paléontologue français Auguste Pomel en 1883. 

### Taxinomie
Liste des espèces selon le Natural History Museum
- Pseudocidaris acinum Desor, 1856 ; Valanginien, Suisse.
- Pseudocidaris alpina (Agassiz, 1840) ; Kimméridgien, Europe.
- Pseudocidaris clunifera (Agassiz, 1840) ; Barrémien, Aptien, Europe.
- Pseudocidaris collignoni Lambert ; Bathonien-Callovien, Madagascar.
- Pseudocidaris durandi (Peron & Gauthier, 188*) ; Kimméridgien, Algérie.
- Pseudocidaris lusitanica de Loriol, 1876 ; Oxfordien, Portugal, Maroc.
- Pseudocidaris mammosa (Agassiz, 1840) ; Oxfordien, Europe.
- Pseudocidaris raratuberculata Kier, 1972 ; Callovien, Arabie Saoudite.
- Pseudocidaris depressa Kier, 1972 ; Bathonien, Arabie Saoudite.
- Pseudocidaris romani Kier, 1972 ; Callovien, Arabie Saoudite.

Paleobiology Database (23 janvier 2014) y rajoute l'espèce Pseudocidaris ellenbecki.